# Magnococcus cestri
Magnococcus cestri är en insektsart som beskrevs av Granara de Willink 1999. Magnococcus cestri ingår i släktet Magnococcus och familjen skålsköldlöss. Inga underarter finns listade i Catalogue of Life.